# Leandro Marconi (1763-1837)
Pour les articles homonymes, voir Marconi.
Ne doit pas être confondu avec Leandro Marconi (1834–1919).
Leandro Marconi (né à Mantoue en 1763 et mort à Bologne en octobre 1837) est un peintre et architecte italien.

## Biographie
Leandro Marconi fréquente l'Académie des beaux-arts de Mantoue, où il est élève de Paolo Pozzo, qui lui confie la décoration de la chapelle du Sacrement de la cathédrale. En 1788, et pour une période de cinq ans, il poursuit sa formation à Rome, puis s'installe à Cesena, où il dirige les travaux de l'église Osservanza et où il travaille comme architecte et professeur de dessin jusqu'en 1804, date à laquelle il se rend à Bologne pour enseigner l'ornementation à l' Académie des beaux-arts nouvellement créée. Auteur du traité Teoria dell'ombreggiare e metodo di acquerelle. (Bologne 1811), il est également connu pour le projet de la villa du marquis Guidi di Bagno à Savignano, 1821, son œuvre la plus connue. 
Leandro Marconi est mort à Bologne en octobre 1837. Son fils Enrico Marconi est aussi architecte.